# Humberto Nelson
Humberto Valentín Nelson Meneses (Valparaíso, 1909-ibidem, 28 de diciembre de 1935) fue un futbolista chileno que jugaba como mediocampista. Campeón tres veces consecutivas de la Asociación Valparaíso con Santiago Wanderers en los años 1930, falleció luego de un entrenamiento en el Estadio de Playa Ancha. Es considerado el primer mártir de la institución.

## Trayectoria
Comenzó en el fútbol en Antofagasta e integró varios equipos amateurs como el Aníbal Pinto de Pampa Unión. Trasladado a Valparaíso por el servicio militar, sirvió en el acorazado Almirante Latorre, donde formó parte de una de las selecciones del buque.
En 1930 llegó al primer equipo de Santiago Wanderers, y en 1933 el club consiguió el campeonato de la Asociación Valparaíso. En aquel año Nelson, como capitán del conjunto verde, destacó en la línea media en conjunto con sus compañeros Villarroel y Benito Brizuela. Con Humberto Nelson como titular y uno de los referentes del equipo, Santiago Wanderers repitió el logro en los años 1934 y 1935.
Luego de un entrenamiento en el Estadio de Playa Ancha, con miras al encuentro internacional frente a Vélez Sarsfield, Nelson cayó al césped de la cancha víctima de un ataque al corazón. A pesar de los esfuerzos de sus compañeros por revivirlo, falleció en el lugar.
En su honor, el 30 de enero de 1938 el club General Mitre del cerro Barón tomó su nombre.

## Clubes
| Club               | País  | Año       |
| ------------------ | ----- | --------- |
| Santiago Wanderers | Chile | 1930-1935 |

## Palmarés

### Campeonatos locales
| Título                | Club               | País  | Año  |
| --------------------- | ------------------ | ----- | ---- |
| Asociación Valparaíso | Santiago Wanderers | Chile | 1933 |
| Asociación Valparaíso | Santiago Wanderers | Chile | 1934 |
| Asociación Valparaíso | Santiago Wanderers | Chile | 1935 |